# Micrathena zilchi
Micrathena zilchi là một loài nhện trong họ Araneidae.
Loài này thuộc chi Micrathena. Micrathena zilchi được Otto Kraus miêu tả năm 1955.